# Claudio Di Biagio
Claudio Di Biagio (Roma, 16 agosto 1988) è un regista televisivo, youtuber e conduttore radiofonico italiano.

## Biografia
Esordisce giovanissimo come attore nel film Il pranzo della domenica, dove interpreta uno dei figli di Rocco Papaleo e Elena Sofia Ricci. Da ragazzo si pone all'attenzione mediatica pubblicando video di carattere parodistico e comico sul canale Youtube nonapritequestotubo.  Riesce attraverso questa piattaforma a creare, assieme a Matteo Bruno e in collaborazione con Guglielmo Scilla (anche loro youtuber), e a distribuire dal 2011 al 2013 la webserie Freaks! (dove interpreta anche uno dei personaggi principali). Nel 2011 è guest star nella puntata 1 della webserie Lost in Google.
Nel 2012 la prima stagione di Freaks! viene trasmessa anche su Deejay TV, mentre fra 2012 e 2013 la seconda viene trasmessa prima sul canale televisivo, e poi anche su Youtube. Sempre nel 2012 ha interpretato la parte di Marco nel film Paura dei Manetti Bros. Ha in seguito diretto Andarevia, distribuito nel 2013 su TIMvision.
Nel 2014 ha presentato alla Festa del Cinema di Roma Vittima degli eventi, un fan film su Dylan Dog, finanziato con una campagna di crowdfunding. Fra gli attori anche Alessandro Haber, Milena Vukotic e Massimo Bonetti.
Nel 2014 e nel 2015 è stato inviato speciale rispettivamente di Google Play e Best Movie alla Mostra del Cinema di Venezia.
Nel 2015 ha inoltre diretto la webserie Lontana da me trasmessa su Ray, portale online della Rai, con protagonisti Mirko Trovato e Clara Alonso.
Nel 2016 su Rai Radio2 conduce la trasmissione ME anziano, YOU tuber con Claudio Sabelli Fioretti, in seguito diventata Me Anziano YoutuberS con Federico Bernocchi.
Nel 2017 scrive il romanzo Si stava meglio, in cui ripercorre, a partire da lunghe interviste, ricordi di vita personale della giornalista e scrittrice Anna Maria Mori, del pittore Giorgio Michetti, e della nuotatrice Anna Mazzola. 
Dal 2018 è regista del programma televisivo Bruno Barbieri - 4 hotel.
Dal 2019 è regista, insieme a Marta Savina, del programma televisivo Romanzo italiano.

## Filmografia

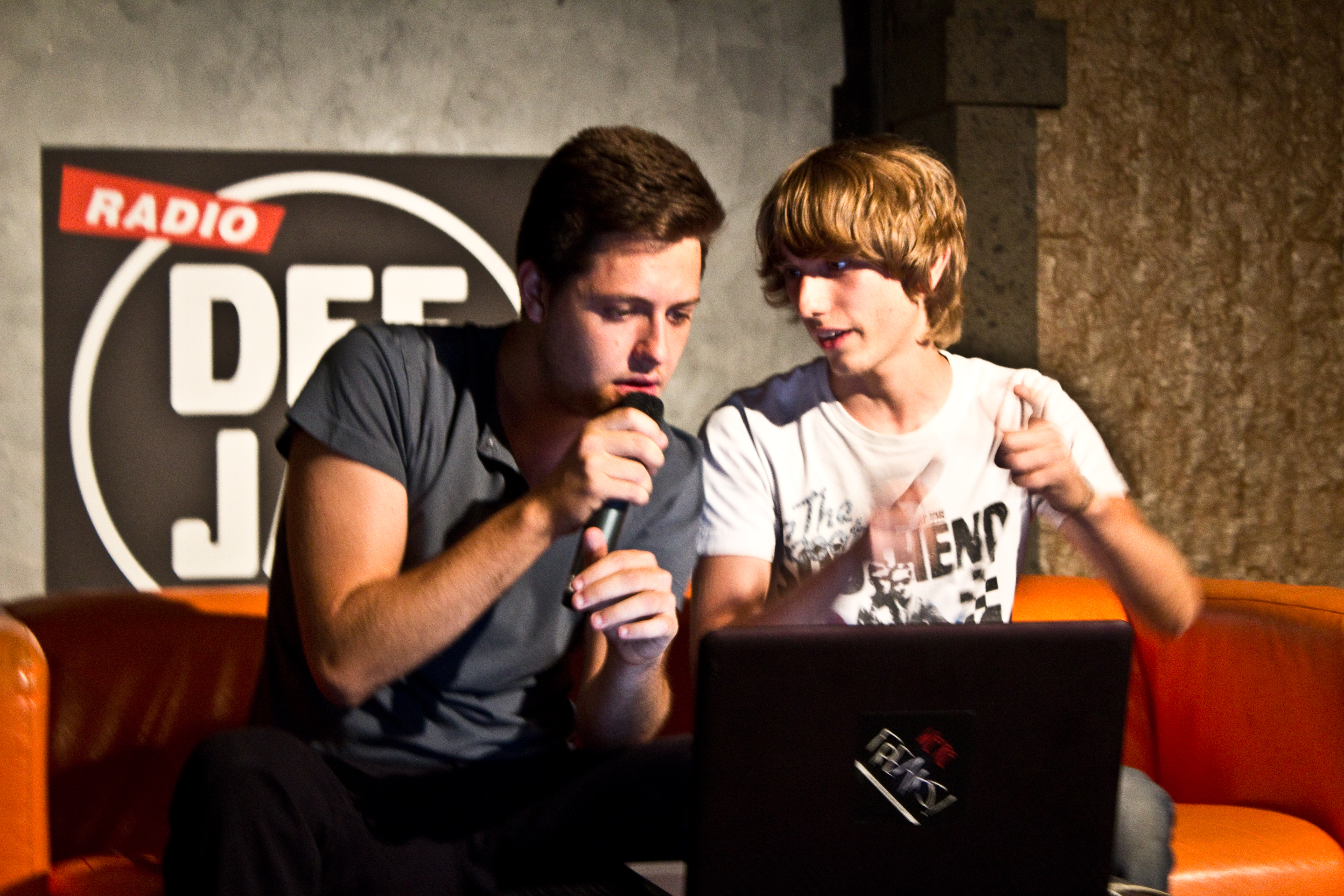
Claudio di Biagio e Matteo Bruno al secret show di Freaks! (2011)

### Regista
- Freaks! - webserie (2011-2013)
- Andarevia (2013)
- Vittima degli eventi (2014) - mediometraggio
- Lontana da me - webserie (2015)
- Unboxing Annie (2017) - cortometraggio
- Illuminate: Gae Aulenti (2020) - docu-film
- Quarantime (2021) - cortometraggio

#### Programmi televisivi
- Bruno Barbieri - 4 hotel (2018)
- Romanzo italiano (2019)

### Attore
- Il pranzo della domenica (2003)
- Freaks! - webserie (2011-2013)
- She Died - webserie (2012)
- Lost in Google - webserie, 1 episodio (2012)
- Buona giornata (2012)
- Paura (2012)
- Fuga dalla morte - webserie, 1 episodio (2013)
- Assolo (2016)

## Programmi radiofonici
- Me Anziano YouTubers, Rai Radio 2 (2016-2020)
- The Voice of Radio 2, Rai Radio 2 (2018)